# Richard Cook (1784-1857)
Pour les articles homonymes, voir Richard Cook et Cook.

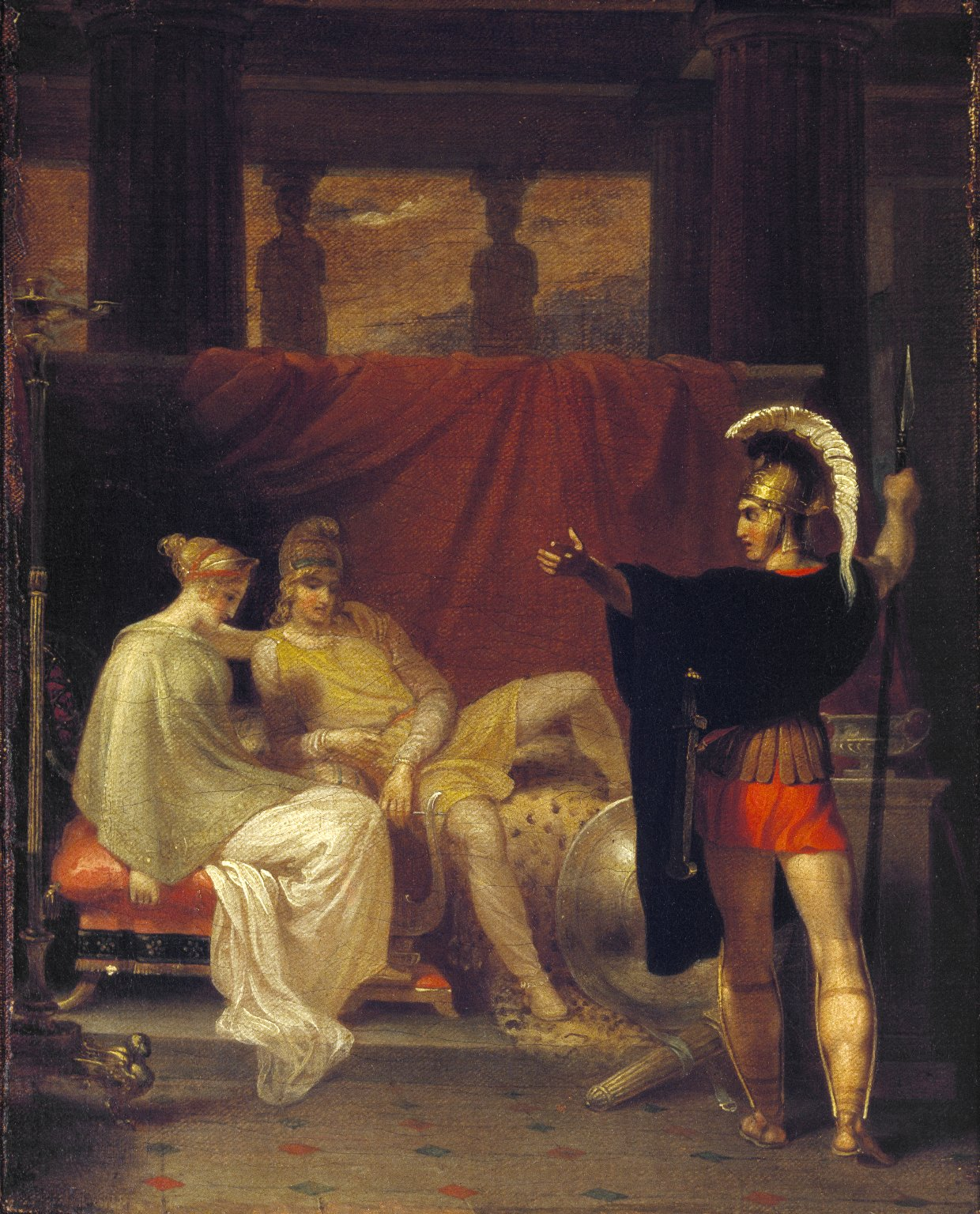
Hector reproving Paris, 1808

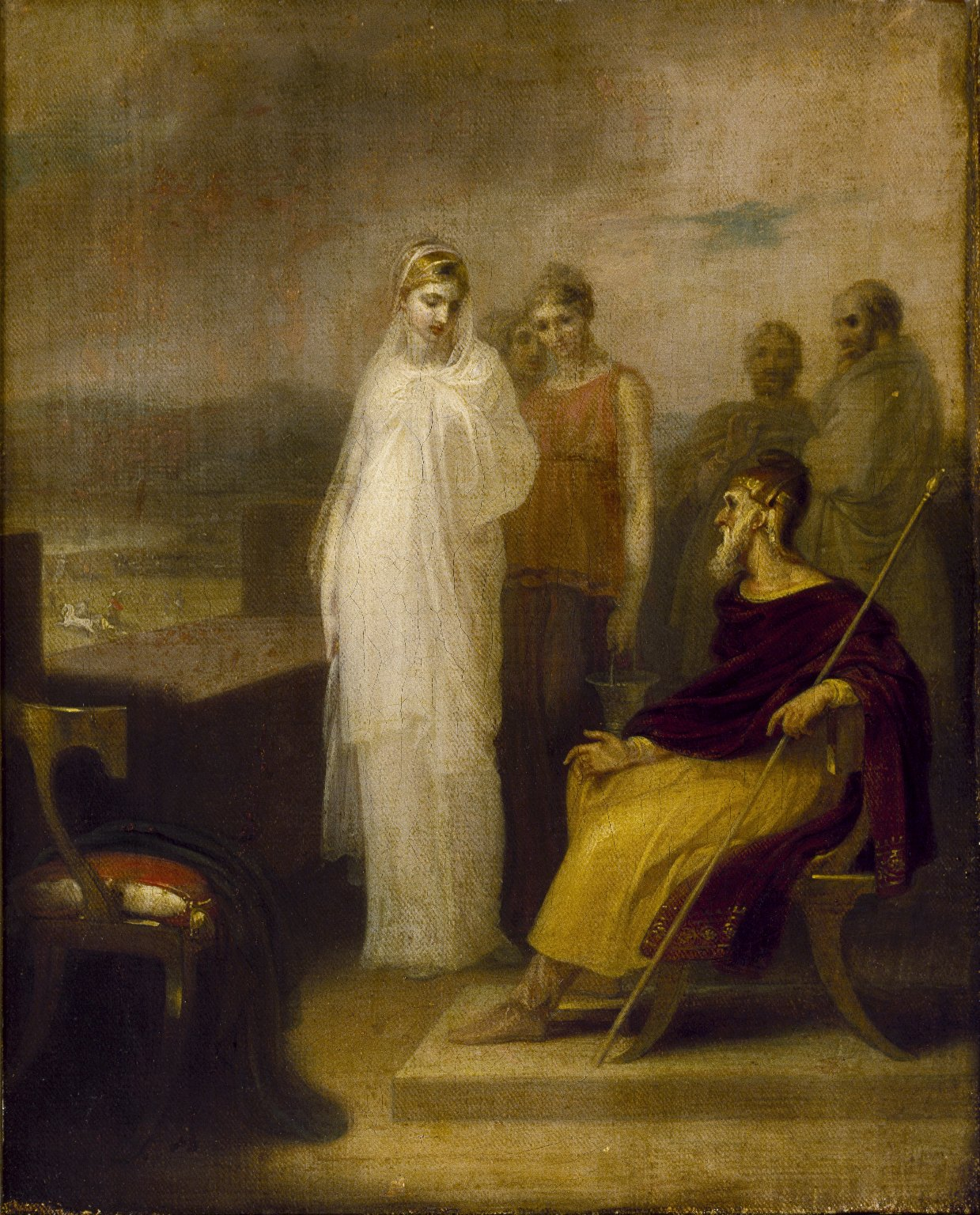
Helen and Priam at the Scaen Gate, 1808

Richard Cook, né en 1784 à Londres et mort le 11 mars 1857 dans la même ville, est un peintre britannique.

## Biographie
Richard Cook naît en 1784 à Londres,. Il entre dans les écoles de la Royal Academy le 21 juin 1800. 
Il est un contributeur constant aux expositions de 1808 à 1822, pendant lesquelles il peint plusieurs paysages, des scènes de La Dame du lac. Après avoir été élu associé le 4 novembre 1816, en 1817 il peint un ouvrage plus ambitieux intitulé Ceres, inconsolable de la perte de Proserpine, rejette les sollicitations d'Iris, qui lui ont été envoyées par Jupiter. Il fait maintenant partie de la collection de la Royal Academy. Un critique contemporain décrit l'œuvre comme « une illustration élégante et bien peinte de ce sujet bien connu », ajoutant que « les accessoires architecturaux sont meilleurs que ce que les peintres anglais ont l'habitude d'utiliser, et sont en eux-mêmes corrects et appropriés ».
Le 9 février 1822 il est élu membre de la Royal Academy. Presque à partir de ce moment, et certainement pendant de nombreuses années avant sa mort, semble avoir abandonné la peinture, et cessé de contribuer aux expositions annuelles de l'Académie, sa fortune privée lui permettant de vivre indépendamment de son art.
Il illustre certains des romans de Sir Walter Scott. Il illustre des éditions de La Dame du lac et de Gertrude of Wyoming (en).
Richard Cook meurt le 11 mars 1857, dans sa ville natale,.